# Robert Helpmann

Robert Helpmann

Sir Robert Murray Helpmann (* 9. April 1909 in Mount Gambier, South Australia; † 28. September 1986 in Sydney) war ein australischer Bühnen- und Charakter-Schauspieler in Film, Fernsehen und Theater. International bekannt wurde er vor allem durch seine Rollen in Kinofilmen wie Die roten Schuhe, 55 Tage in Peking, Das Quiller-Memorandum – Gefahr aus dem Dunkel, Tschitti Tschitti Bäng Bäng oder Alice im Wunderland. Zudem war Robert Helpmann in England als Tänzer und Choreograph und in seiner Heimat Australien als Direktor der Australian Ballet Company erfolgreich.

## Leben und Karriere
Robert Murray Helpmann wurde als Sohn von James Murray Helpmann & Mary (Gardiner) 1909 in Mount Gambier im australischen Bundesstaat South Australia geboren. Seine Ausbildung erhielt Helpmann am Prince Alfred College in Adelaide. 1922 tanzte er in Adelaide auch seinen ersten Solo-Part am Theatre Royal in der Bühnenversion von Das hässliche Entlein. Von 1933 bis 1950 machte er Karriere als Solotänzer in Sadlers Wells Ballett in England.  Neben Stars wie Katharine Hepburn spielte er auch Hauptrollen in Shakespeare Dramen mit der Old Vic Company.
1942 entdeckte ihn das englische Regie-Duo Michael Powell und Emeric Pressburger auch für das Kino. In dem Kriegsdrama One of Our Aircraft Is Missing spielte er seine erste Nebenrolle auf der Leinwand. Es folgten in den 1940er Jahren Auftritte in Filmen wie Heinrich V. (1944), in Gefährliche Reise (1946) neben Stewart Granger und Anne Crawford und als Ivan Boleslawsky in dem oscarprämierten Klassiker Die roten Schuhe (1948) an dem er auch choreographisch beteiligt war. In den 1950er Jahren sah man Helpmann dann in weiteren Kinorollen, unter anderem in dem Musikfilm Hoffmanns Erzählungen und der Komödie Der eiserne Unterrock.
In den 1960er Jahren spielte Robert Helpmann in Nicholas Rays prominent besetztem Historienfilm 55 Tage in Peking die Rolle des Prinz Tuan neben Schauspielern wie Charlton Heston, Ava Gardner und David Niven. 1966 besetzte ihn Regisseur Michael Anderson für seinen Thriller Das Quiller-Memorandum – Gefahr aus dem Dunkel. 1968 engagierte ihn der Regisseur Ken Hughes in einer seiner bekanntesten Rollen auf der Leinwand, die des Kinderfängers in Ian Flemings Musical-Klassiker Tschitti Tschitti Bäng Bäng an der Seite von Dick Van Dyke, Sally Ann Howes, Lionel Jeffries oder Gert Fröbe. 1972 verkörperte er in der Verfilmung von Lewis Carrolls Klassiker Alice im Wunderland den Part des verrückten Hutmachers. Ein Jahr später spielte er in Don Quixote die Titelrolle und führte neben seinem Kollegen Rudolf Nurejew auch Regie. Ende der 1970er Jahre sah man ihn in Australien dann in Kinoproduktionen wie Der verbotene Baum und Patrick. 1984 spielte er in der neuseeländischen Produktion Second Time Lucky unter der Regie von Michael Anderson seine letzte Kinorolle.
Als Robert Helpmann am 28. September 1986 im Alter von 77 Jahren in Sydney starb, hatte er in knapp 30 Produktionen von Film und Fernsehen mitgewirkt.
Das Sir Robert Helpmann Theatre in seiner Geburtsstadt Mount Gambier ist nach ihm benannt.

## Auszeichnungen
- 1950: Ehrung mit dem Scroll of Honour in Norwegen
- 1950: Ehrung mit dem Knight Bachelor
- 1964: Ehrung mit dem CBE (Commander of the Order of the British Empire) für seine Verdienste um das Ballett
- 1968: Ehrung mit dem Knight Bachelor für seine Verdienste als Tänzer
- 1975: Ehrung mit dem Nordstern-Orden von Schweden

## Filmografie (Auswahl)

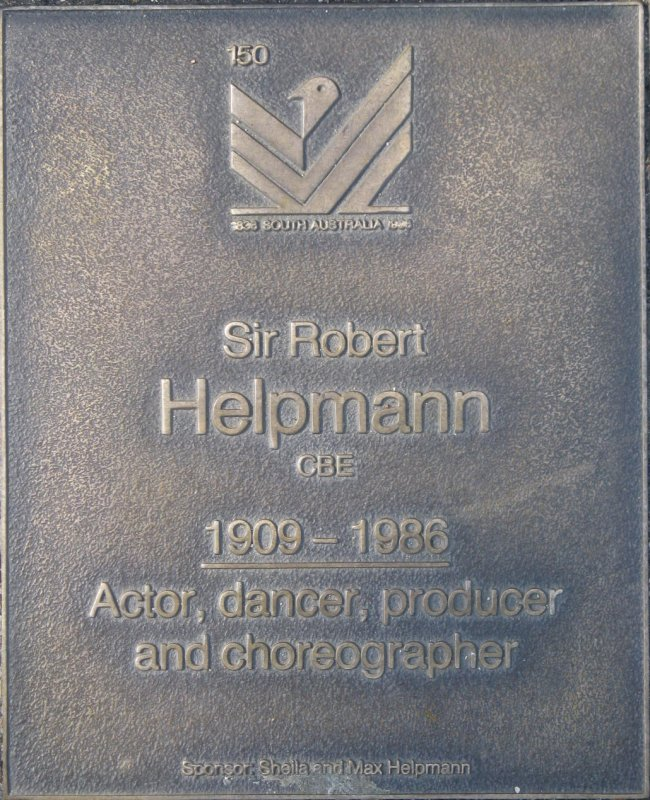
Grabstätte von Sir Robert Helpmann

### Kino
- 1942: One of Our Aircraft Is Missing
- 1944: Heinrich V. (The Chronicle History of King Henry the Fift with His Battell Fought at Agincourt in France)
- 1946: Gefährliche Reise (Caravan)
- 1948: Die roten Schuhe (The Red Shoes)
- 1951: Hoffmanns Erzählungen (The Tales of Hoffmann)
- 1956: Der eiserne Unterrock (The Iron Petticoat)
- 1958: Da hast du nochmal Schwein gehabt (The Big Money)
- 1963: 55 Tage in Peking (55 Days at Peking)
- 1964: The Soldier’s Tale
- 1966: Das Quiller-Memorandum – Gefahr aus dem Dunkel (The Quiller Memorandum)
- 1968: Tschitti Tschitti Bäng Bäng (Chitty Chitty Bang Bang)
- 1972: Alice im Wunderland (Alice's Adventures in Wonderland)
- 1973: Don Quixote
- 1977: Der verbotene Baum (The Mango Tree)
- 1978: Patrick
- 1984: Second Time Lucky

### Fernsehen
- 1936: Job
- 1937: Le lac des cygnes
- 1939: Arlecchino
- 1953: Wednesday Theatre (Fernsehserie, eine Folge)
- 1962: The Ghost Sonata
- 1963: Schachmatt (Checkmate) (Fernsehfilm)
- 1964: The Wednesday Play (Fernsehserie, eine Folge)
- 1964: French Cricket (Fernsehfilm)
- 1968: Contrabandits (Fernsehserie, eine Folge)
- 1969: Cinderella (Fernsehfilm)
- 1978: Puzzle – Das Geheimnis des Buddhas (Reeker) (Fernsehfilm)
- 1985: Das Buschkrankenhaus/Landkrankenhaus Wandin Valley (A Country Practice) (Fernsehserie, Folgen: Das Leben ist ein Tanz, Teil 1+2)
- 1987: Don Quixote of La Mancha (Fernsehfilm) (Stimme)